# Spalangia punctulaticeps
Spalangia punctulaticeps är en stekelart som beskrevs av Girault 1929. Spalangia punctulaticeps ingår i släktet Spalangia och familjen puppglanssteklar. Inga underarter finns listade i Catalogue of Life.